# Le Mesnil-Eury
Le Mesnil-Eury és un municipi francès situat al departament de la Manche i a la regió de Normandia. L'any 2007 tenia 176 habitants.

## Demografia

### Població
El 2007 la població de fet de Le Mesnil-Eury era de 176 persones. Hi havia 64 famílies de les quals 16 eren unipersonals (12 homes vivint sols i 4 dones vivint soles), 20 parelles sense fills, 20 parelles amb fills i 8 famílies monoparentals amb fills.
La població ha evolucionat segons el següent gràfic:
Habitants censats

### Habitatges
El 2007 hi havia 82 habitatges, 69 eren l'habitatge principal de la família, 9 eren segones residències i 4 estaven desocupats. Tots els 80 habitatges eren cases. Dels 69 habitatges principals, 48 estaven ocupats pels seus propietaris, 19 estaven llogats i ocupats pels llogaters i 2 estaven cedits a títol gratuït; 1 tenia una cambra, 3 en tenien dues, 2 en tenien tres, 23 en tenien quatre i 40 en tenien cinc o més. 24 habitatges disposaven pel capbaix d'una plaça de pàrquing. A 32 habitatges hi havia un automòbil i a 26 n'hi havia dos o més.

### Piràmide de població
La piràmide de població per edats i sexe el 2009 era:
| Homes | Edats   | Dones |
| ----- | ------- | ----- |
| 0     | 95 o +  | 0     |
| 0     | 90 a 94 | 4     |
| 4     | 85 a 89 | 0     |
| 8     | 80 a 84 | 0     |
| 0     | 75 a 79 | 0     |
| 4     | 70 a 74 | 4     |
| 4     | 65 a 69 | 0     |
| 4     | 60 a 64 | 8     |
| 4     | 55 a 59 | 4     |
| 12    | 50 a 54 | 8     |
| 12    | 45 a 49 | 4     |
| 4     | 40 a 44 | 8     |
| 0     | 35 a 39 | 4     |
| 4     | 30 a 34 | 0     |
| 0     | 25 a 29 | 4     |
| 4     | 20 a 24 | 0     |
| 12    | 15 a 19 | 8     |
| 4     | 10 a 14 | 12    |
| 4     | 5 a 9   | 0     |
| 0     | 0 a 4   | 0     |

## Economia
El 2007 la població en edat de treballar era de 111 persones, 75 eren actives i 36 eren inactives. De les 75 persones actives 62 estaven ocupades (41 homes i 21 dones) i 13 estaven aturades (6 homes i 7 dones). De les 36 persones inactives 13 estaven jubilades, 7 estaven estudiant i 16 estaven classificades com a «altres inactius».

### Ingressos
El 2009 a Le Mesnil-Eury hi havia 63 unitats fiscals que integraven 152 persones, la mediana anual d'ingressos fiscals per persona era de 15.755 €.

### Activitats econòmiques
Dels 3 establiments que hi havia el 2007, 1 era d'una empresa de fabricació de material elèctric, 1 d'una empresa de construcció i 1 d'una empresa classificada com a «altres activitats de serveis».
L'únic servei als particulars que hi havia el 2009 era una fusteria.
L'any 2000 a Le Mesnil-Eury hi havia 8 explotacions agrícoles que ocupaven un total de 138 hectàrees.

## Poblacions més properes
El següent diagrama mostra les poblacions més properes.